# Mar de Espanha
Mar de Espanha is een gemeente in de Braziliaanse deelstaat Minas Gerais. De gemeente telt 11.658 inwoners (schatting 2009).

## Aangrenzende gemeenten
De gemeente grenst aan Além Paraíba, Chiador, Guarará, Maripá de Minas, Pequeri, Santana do Deserto, Santo Antônio do Aventureiro en Senador Cortes.